# Cryptomyzus leonuri
Cryptomyzus leonuri är en insektsart. Cryptomyzus leonuri ingår i släktet Cryptomyzus och familjen långrörsbladlöss. Inga underarter finns listade i Catalogue of Life.